# АЭС Пилигрим
АЭС Пилигрим (англ. Pilgrim Nuclear Generating Station) — закрытая атомная электростанция на северо-востоке США.  
Станция расположена на побережье залива Кейп-Код Атлантического океана в округе Плимут штата Массачусетс, в 40 милях на юг от города Бостон.
Решение о закрытии станции в 2019 году было принято в связи с большим количеством инвестиций, необходимых для ремонта и продления срока службы, а также низкими оптовыми ценами на электроэнергию.

## Информация об энергоблоках
| Энергоблок | Тип реакторов       | Мощность | Мощность | Начало строительства | Физпуск    | Подключение к сети | Ввод в эксплуатацию | Закрытие   |
| Энергоблок | Тип реакторов       | Чистый   | Брутто   | Начало строительства | Физпуск    | Подключение к сети | Ввод в эксплуатацию | Закрытие   |
| ---------- | ------------------- | -------- | -------- | -------------------- | ---------- | ------------------ | ------------------- | ---------- |
| Пилигрим-1 | BWR, BWR-3 (Mark 1) | 677 МВт  | 711 МВт  | 26.08.1968           | 16.06.1972 | 19.07.1972         | 01.12.1972          | 31.05.2019 |